# Asus

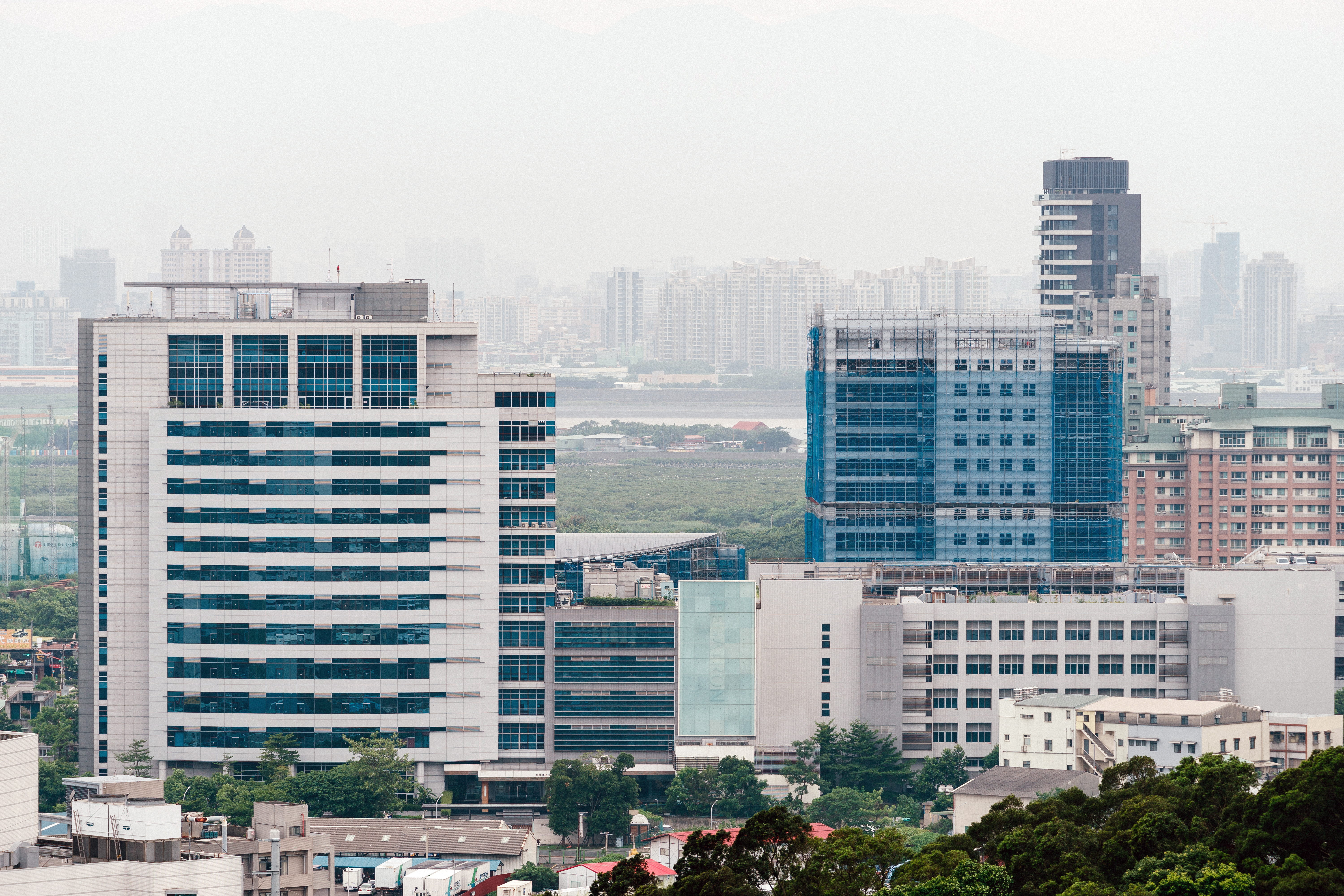
Huvudkontor i Taipei, 2015.

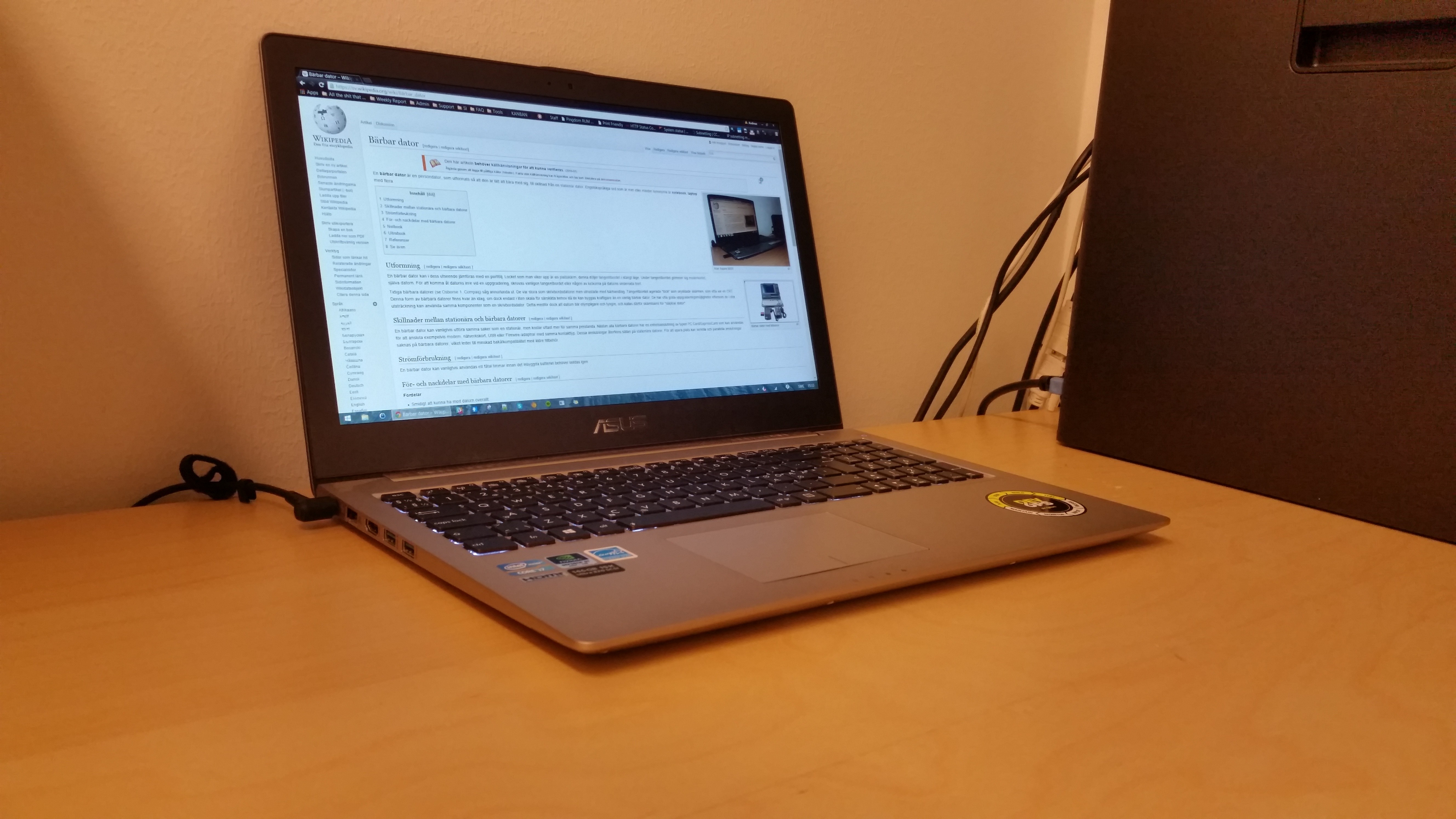
Bärbar dator av märket Asus.

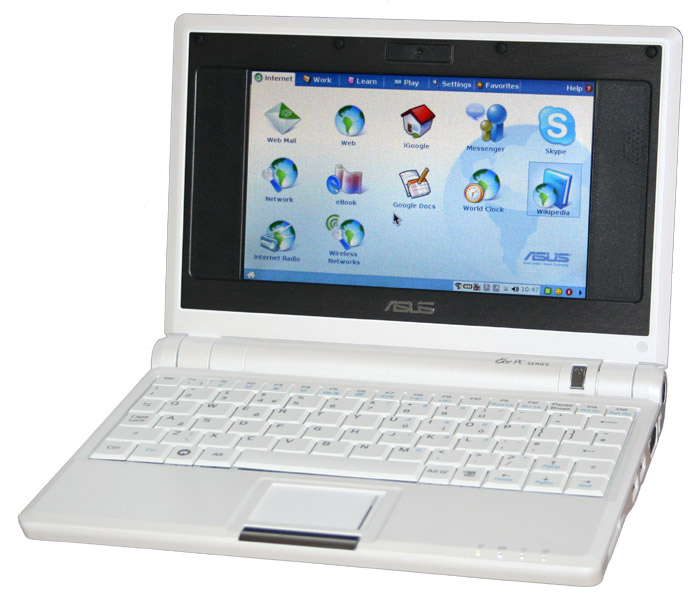
Den lilla datorn Asus Eee PC från Asus.

Asus, egentligen ASUSTeK Computer Incorporated, är ett taiwanesiskt företag som tillverkar datorer och datordelar. Det grundades 1989 av TH Tung, Ted Hsu, Wayne Hsieh och MT Liao, som tidigare varit verksamma som ingenjörer hos Acer.
Asus har framförallt tillverkat moderkort, men gör även bildskärmar, ljudkort, webbkameror, grafikkort, CD-/DVD-spelare för datorbruk, handdatorer, bärbara datorer, servrar, nätverksprodukter, mobil-/smarttelefoner, datorchassin, kylningssystem och diverse andra datorkomponenter. Cirka var tredje stationär dator har ett Asus-moderkort installerat. Enligt statistik från CPU-Z har Asus 29,1 procent av moderkortsmarknaden. Asus grundades i en liten lägenhet i Taipei i Taiwan och var från början ett företag som erbjöd konsulttjänster till moderkortstillverkare i den snabbt expanderande taiwanesiska PC-komponentsindustrin. Asus är ett globalt företag med 21 361 anställda (2013)  och en omsättning på över 15 miljarder USD. Sedan starten 1989 har Asus sålt över 420 miljoner moderkort och varit pionjärer för en rad olika innovationer som senare även blivit branschstandard. Asus var först med att använda material som kolfiber för lättare vikt, och den första att tänja på designgränserna genom att använda material som läder och bambu.
Asus presenterade även 2009 en dator som kom med i Guinness världsrekord som ”Världens snabbaste bärbara dator".  
Under 2009 vann Asus 3268 utmärkelser i media världen runt och har varit med på Business Week’s Info Tech 100-lista 12 år i rad.
År 2009 presenterade försäkringsbolaget Squaretrade resultatet av en tre år lång undersökning av 30 000 försäkringsfall från nio ledande datortillverkare. Asus var den datortillverkare med lägst antal försäkringsfall och felmarginaler. På andra och tredjeplats kom Toshiba och Sony. Asus har samarbetat med olika designers som formgivaren Karim Rashid för Eee PC 1008P och designern David Lewis för NX90.

## Asus ProArt StudioBook One
Den 5 september 2019 presenterade Asus tillsammans med Nvidia Notebook Asus ProArt StudioBook One som blev den första bärbara datorn I världen som drivs av Nvidias Quadro RTX 6000 grafikkort.

## Asus Eee PC
Våren 2008 lanserade Asus sin nya serie netbooks kallade Eee PC i Sverige. Datorerna levereras med Xandros Linux eller Windows.